# Julie Umerle

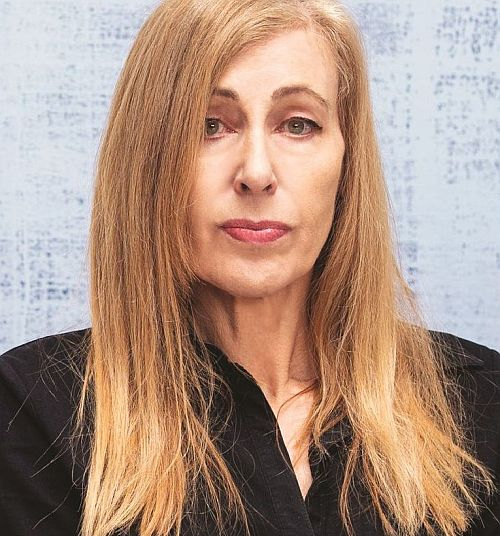
Julie Umerle (2019)

Julie Umerle (* in Connecticut, USA) ist eine britische Malerin und Künstlerin der Gegenwart. Sie lebt und arbeitet in London.

## Leben und Werk

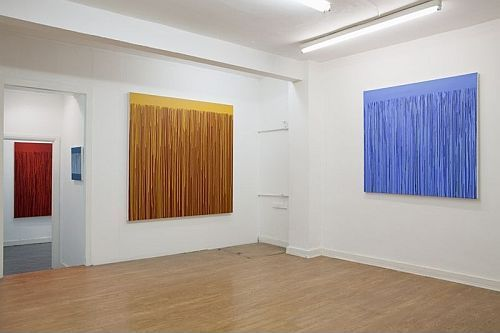
Julie Umerle. Installation. London 2010

Julie Umerle wurde in den USA als Tochter einer englischen Mutter und eines amerikanischen Vaters geboren. Mit fünf Jahren übersiedelte sie mit ihrer Familie nach London. Sie studierte französische Literatur an der University of Sussex und machte am University College Falmouth in Cornwall, England ihren Bachelor of Fine Arts. Im Jahre 1998 absolvierte sie ihren Master of Fine Arts an der Parsons School of Design, USA. Sie arbeitete von 1998 bis 2003 in London und New York.
Umerle gewann mehrere Auszeichnungen des Arts Council England (2015, 2008, 2007 und 2005) und eine Auszeichnung der Adolph and Esther Gottlieb Foundation (2001).
Umerle hat ihre Gemälde in Europa und den Vereinigten Staaten ausgestellt, unter anderem an der Royal Academy of Arts, im Barbican Centre und Art Basel Miami Beach. Ihre Werke sind in der Sammlung Deutsche Bank, Swindon Art Gallery und vielen öffentlichen und privaten Sammlungen zu sehen.

## Publikationen
- Art, Life and Everything: A memoir. 2019, ISBN 978-1-5272-4216-6.